# Bolo (jogo eletrônico de 1982)
Bolo é um jogo criado por Jim Lane para o Apple II e publicado pela Synergistic Software em 1982. Ele foi inspirado nos contos de ficção científica escritos por Keith Laumer em 1976, que apresentavam tanques autoconscientes.

## Gameplay
No início, o jogo solicita um número de nível (1-9) e dificuldade (1-5); o jogo então gera um labirinto retangular aleatório contendo seis bases inimigas. Quanto maior a dificuldade especificada, mais paredes aparecem no labirinto. O jogador controla um tanque e deve destruir as seis bases inimigas para avançar para o próximo nível. O jogador pode ver apenas 1/132 do labirinto em seu campo de visão;  indicadores no lado direito da tela mostram a posição do jogador dentro do labirinto, a direção das bases inimigas e o combustível restante.
Os tanques inimigos emergem constantemente de cada uma das seis bases inimigas. Diferentes níveis apresentam diferentes tipos de tanques inimigos; alguns se movem aleatoriamente enquanto outros perseguem o jogador. Todos os tanques inimigos disparam projéteis mortais. Se o jogador colidir com uma bala, uma base, um tanque inimigo, uma parede, ou ficar sem combustível, a partida acaba. Destruir uma base inimiga irá reabastecer o suprimento de combustível. O jogador recebe quatro tanques por jogo, e nenhuma oportunidade é fornecida para ganhar mais.
Assim que todas as seis bases inimigas forem destruídas, o jogador recebe uma mensagem de parabéns da Brigada Dinocromo, e um novo labirinto (com o mesmo nível e dificuldade) é gerado.
O jogador pode rotacionar o canhão do tanque com as teclas 1 e 2, uma necessidade em níveis mais avançados, pois os inimigos perseguem tão rápido quanto o tanque do jogador pode se mover.
O jogo usa detecção de colisão com pixels perfeitos.

## Recepção
A revista Softalk em 1983 disse que Bolo "é um ótimo jogo. Quem disse que os únicos jogos de arcade bons estavam nos fliperamas? ... Animação, gráficos, jogabilidade - Bolo é em todos os sentidos um 'jogo' superior ao Tron ". A Electronic Games chamou os gráficos do jogo de "um pouco simples" em comparação ao Star Maze da Sir-Tech, mas "A ação de Bolo é, à sua maneira, tão divertida quanto o jogo anterior". Bolo empatou com Choplifter como jogo nº 1 da Softalk em 1982.
Em 2010, o colunista da Time Lev Grossman classificou Bolo em terceiro lugar entre "Os 10 Melhores Jogos para o Apple II".  Grossman elogiou a "ação realmente rápida, rolagem suave, gráficos elegantes e inimigos de IA surpreendentemente legais " do jogo.